# Carlotta Nwajide
Carlotta Nwajide, née le 15 juillet 1995 à Hanovre, est une rameuse allemande, championne d'Europe en 2019.

## Carrière
Aux championnats d'Europe 2019, elle est sacrée championne du deux de couple avec sa coéquipière Leonie Menzel.